# Javier Aguirre
Javier Aguirre Onaindía, född 1 december 1958 i Mexico City, Mexiko, är en mexikansk före detta professionell fotbollsspelare, senare tränare. Han är för närvarande huvudtränare för RCD Mallorca.
Under spelarkarriären spelade han 59 matcher och gjorde 14 mål för det mexikanska landslaget mellan 1983 och 1992. Aguirre var en viktig del i det landslag som representerade Mexiko i hemma-VM 1986.
Han var tränare för det mexikanska landslaget 2001-2002 och 2009-2010. Vad gäller landslag har han även tränat Japan och Egypten.